# آکیورا تی‌اس‌اکس
آکیورا تی‌اس‌اکس (Acura TSX) خودرویی است که در ژاپن تولید شده‌است. طراحی آن خودروهای موتور جلو-محور جلو بوده‌است. سیستم جعبه‌دندهٔ آن ۶ دنده به دو صورت خودکار و دستی است.